# 밀로시 트로야크
미워시 트로야크'(폴란드어: Miłosz Trojak, 1994년 5월 5일~)는 폴란드의 축구 선수다. 현재 울산 HD FC 소속이며, 포지션은 센터백과 수비형 미드필더로 뛰고 있다. K리그 등록명은 트로야크다.